# Whitehead-Verschlingung

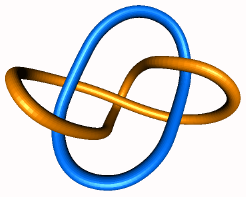
Whitehead-Verschlingung

Die Whitehead-Verschlingung (engl.: Whitehead link) ist eine der einfachsten Verschlingungen im mathematischen Teilgebiet der Knotentheorie.
J. H. C. Whitehead, nach dem die Whitehead-Verschlingung benannt ist, benutzte sie zur Konstruktion der Whitehead-Mannigfaltigkeit, mit der er seinen Beweisversuch der Poincaré-Vermutung von 1934 selbst korrigierte.

## Eigenschaften
Die beiden Komponenten der Whitehead-Verschlingung haben Verschlingungszahl {\displaystyle 0}.
Sie ist homotop, aber nicht isotop zur trivialen Verschlingung. Es gibt eine Isotopie, die die beiden Komponenten der Whitehead-Verschlingung vertauscht.
Die Whitehead-Verschlingung ist der Abschluss des Zopfes {\displaystyle \sigma _{1}^{2}\sigma _{2}^{2}\sigma _{1}^{-1}\sigma _{2}^{-2}.\,}
Ihr Jones-Polynom ist {\displaystyle V(t)=t^{-{3 \over 2}}(-1+t-2t^{2}+t^{3}-2t^{4}+t^{5}).}
Ihr Komplement ist hyperbolisch. Ein Fundamentalbereich im hyperbolischen Raum ist der regelmäßige ideale Oktaeder. Das hyperbolische Volumen des Komplements der Whitehead-Verschlingung ist deshalb 3.663862377…, das Volumen des regelmäßigen idealen Oktaeders.
Der invariante Spurkörper ist {\displaystyle \mathbb {Q} (i)}.
Die Komplemente der Whitehead-Verschlingung und ihrer „Schwester“, der (-2,3,8)-Brezelverschlingung, sind die beiden orientierbaren, hyperbolischen 3-Mannigfaltigkeiten kleinsten Volumens, deren Rand aus mindestens zwei Zusammenhangskomponenten besteht.
Durch (5,1)-Dehn-Chirurgie an einer der beiden Komponenten der Whitehead-Verschlingung erhält man die Schwestermannigfaltigkeit des Achterknoten-Komplements, welche einer der beiden orientierbaren, hyperbolischen 3-Mannigfaltigkeiten kleinsten Volumens mit nichtleerem Rand ist. Durch eine weitere (5,2)-Dehn-Chirurgie an der verbliebenen Komponente erhält man die Weeks-Mannigfaltigkeit, welche die (geschlossene) hyperbolische 3-Mannigfaltigkeit kleinsten Volumens ist.